# 防火道

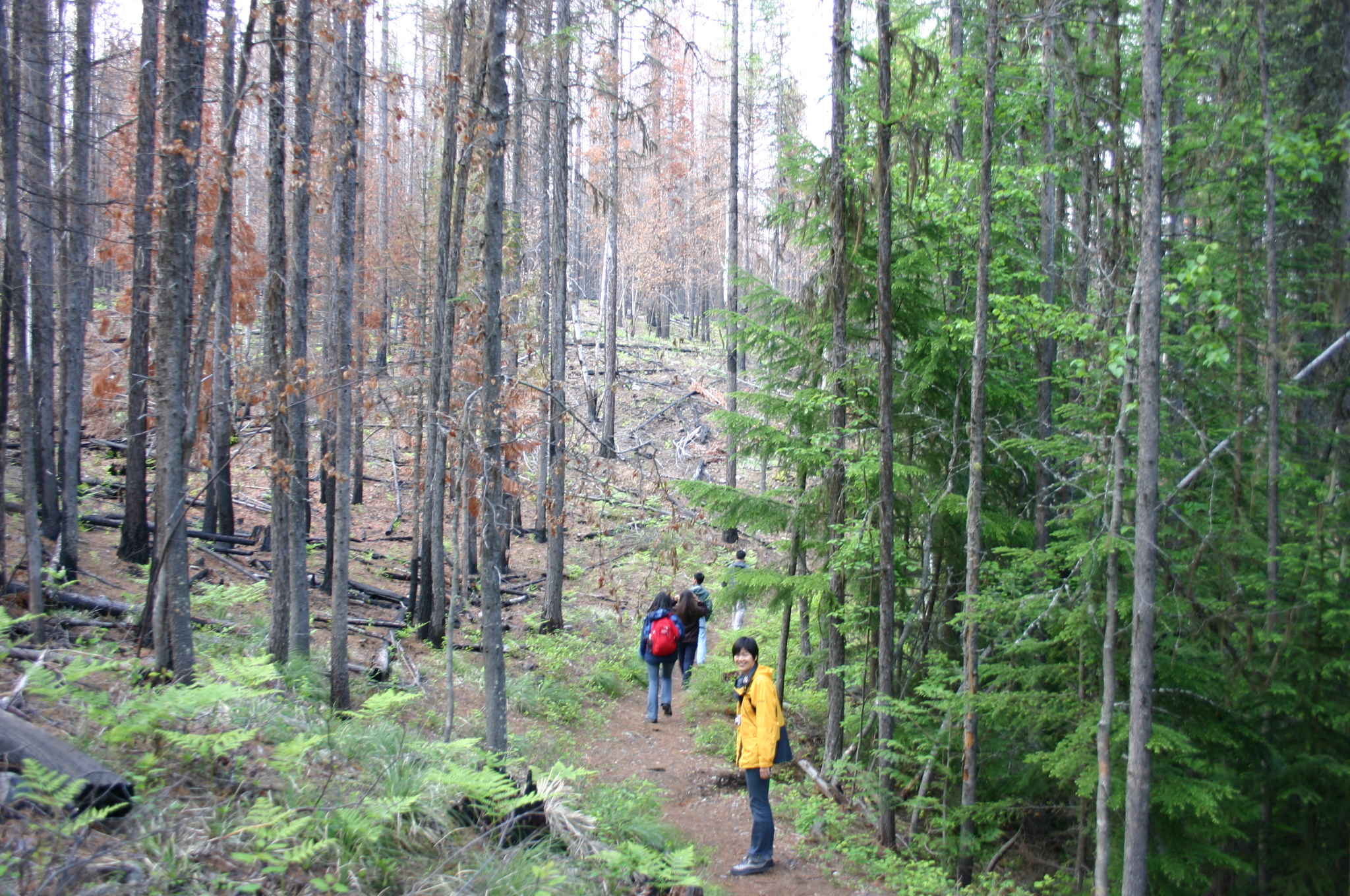
落磯點徑在2003年為美國蒙大拿州冰川國家公園麥當勞湖地區的森林大火充當了防火道的角色

防火道（英語：firebreak）又称防火隔离带、防火線，也简称火线（fire line），是植被或其他易燃物品的一個間斷带状区域，用以預防、延遲、阻隔、抑制林火、火災擴散的各種人工或天然带状屏障。防火道通常為伐除植被而形成之裸地，也可為人工建立之防火綠帶；其他天然屏障如河流、湖泊、沟壑等。
防火道可以是一條馬路：從一條小徑到一條高速公路都有，甚至是一條沿著山脊被除去植被而不作任何其他功用的路。森林覆蓋的土地一般都有許多天然的防火道網路。防火道若要發揮其功用，必須配合適當的消防滅火努力才行。即便如此，有些山火還是會不受控制的。在南加州火災季節最嚴重的時候，狂風將一塊塊像地毯那麼大正燃燒著的餘燼吹過八條行車道的高速公路；1988年黃石國家公園的森林大火中，餘火未盡的木炭居然可以越過一條一英里寬、六百呎深的天然峽谷——路易斯峽谷(Lewis Canyon)。世界上最昂貴的防火道是1906年舊金山地震之後，為制止已失控的大火繼續蔓延，人們將整條Van Ness大道連房子都用炸藥炸掉了。